# Cliff Almond
Cliff Almond (født 1969 i San Diego, Californien, USA) er en amerikansk trommeslager.
Almond er nok mest kendt som trommeslager for Michel Camilo´s trio. Han har spillet med Jeff Berlin, Bunnie Brunell, Mike Stern, John Patitucci, Chuck Loeb, Michael Brecker, Ronnie Cuber, Paquito D'Rivera, Lou Marini, Dave Valentin, Lew Soloff, Jon Faddis, Clark Terry, Terrance Blanchard, The Manhattan Transfer, Anthony Jackson, Tito Puente, Alex Acuna, Giovanni Hildago, Jimmy Johnson, Will Lee, og Eddie Palmieri. Han har givet mange trommeclinics rundt omkring i Verden bl.a. her i Danmark, og Tyskland, Holland og Japan. Almond spiller i alle genre, men han er mest kendt som latin/jazz og funk trommeslager. Han studerede hos Steve Houghton og Ralph Humphrey på Musicians Institute in Hollywood California.

## Udvalgt diskografi
- On the other hand (1990) - med Michel Camilo
- One more once (1994) - med Michel Camilo
- Thru my eyes (1997) - med Michel Camilo trio
- Caribe (2009) - med Michel Camilo Big Band
- Lover Come Back to me (2017) - med Manhattan Jazz Quintet
- Some Skunk Funk (2017) - med Manhattan Jazz Quintet